# Jón Steindór Valdimarsson

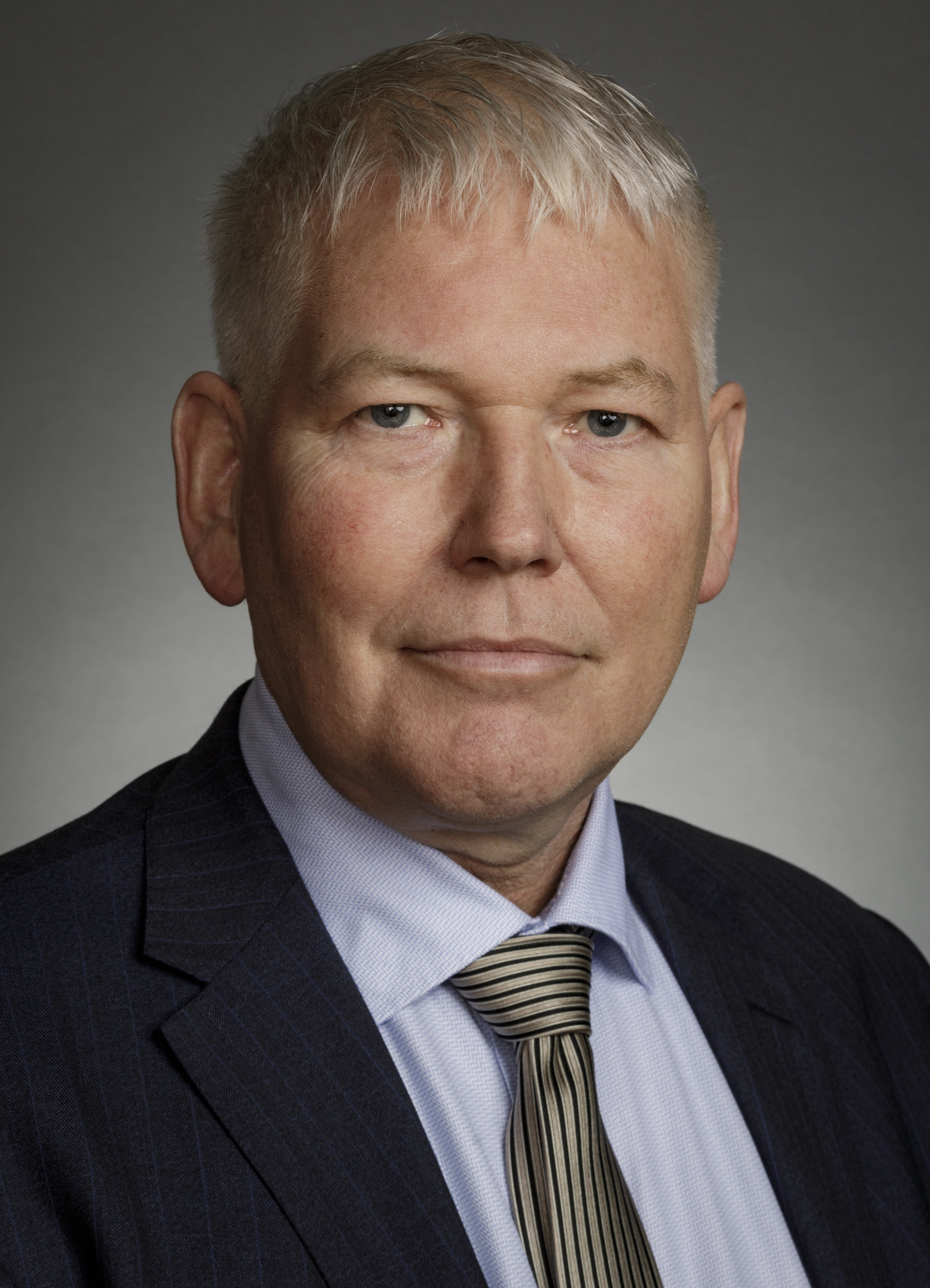
Jón Steindór Valdimarsson, 2017

Jón Steindór Valdimarsson (* 27. Juni 1958 in Akureyri) ist ein isländischer Politiker (Viðreisn). Von 2016 bis 2021 gehörte er dem isländischen Parlament Althing an.

## Leben
Jón Steindór Valdimarsson ist Jurist (Abschluss der Universität Island 1985) und hat einen Master of Project Management von der Universität Reykjavík (2013). Er war langjährig Geschäftsführer des isländischen Industrieverbands Samtök iðnaðarins sowie verschiedener isländischer Unternehmen. Von deren Gründung 2009 bis 2016 war Jón Steindór Valdimarsson Vorsitzender der Vereinigung Já Ísland, die einen Beitritt Islands zur EU anstrebt. Er gehörte 2016 zu den Gründern der Partei Viðreisn.
Bei der Parlamentswahl vom 29. Oktober 2016 wurde Jón Steindór Valdimarsson als Kandidat von Viðreisn für den Südwestlichen Wahlkreis ins isländische Parlament Althing gewählt. Bei der vorgezogenen Wahl 2017 wurde er wiedergewählt. Mit Stand vom Oktober 2017 war er stellvertretender Fraktionsvorsitzender von Viðreisn. Er gehörte dem parlamentarischen Ausschuss für Wirtschaftsangelegenheiten und Handel sowie dem Verfassungs- und Aufsichtsausschuss an und war Mitglied der isländischen Delegation in der Parlamentarischen Versammlung der NATO. Bei der Wahl 2021 wurde er nicht wiedergewählt.